# Pectinaria antipoda
Pectinaria antipoda är en ringmaskart som beskrevs av Schmarda 1861. Pectinaria antipoda ingår i släktet Pectinaria och familjen Pectinariidae. Inga underarter finns listade i Catalogue of Life.